# Atlantique (departement)
De Atlantique is een departement van Benin en ligt aan de kust in het zuiden van dat land. De Atlantique is het departement met het hoogste bevolkingsaantal van Benin. In 2006 waren het er meer dan 900.000. Die wonen in een departement van ruim 3200 vierkante kilometer. De voorlopig officieuze hoofdstad van de Atlantique is Ouidah. Het departement ontleende haar naam aan de Atlantische Oceaan waaraan het via de Golf van Guinee grenst. De grootste bevolkingsgroepen in de regio zijn de Aizo (32,6%), de Fon (28,9%) en de Adja. Van die bevolking behoort 58,5% tot het christendom en hangt 27,5% de inheemse godsdiensten aan. Slechts 3,5% van de bevolking is moslim.

## Grenzen
De Atlantique ligt tussen de andere departementen van Benin maar heeft wel een kustlijn aan de Golf van Guinee in het zuiden. In het noorden wordt het departement begrensd door Zou, in het noordwesten door Couffo, in het westen door Mono, in het oosten door Ouémé en in het zuidoosten door het kleine Littoral.

## Geschiedenis
De Atlantique was een van de oorspronkelijke zes provincies van Benin. Op 15 januari 1999 werd de Littoral afgesplitst en werden beide een apart departement. Aangezien de provinciehoofdstad Cotonou nu in de Littoral lag werd ze daarvan de hoofdstad. De Atlantique heeft anno 2008 nog geen officiële hoofdstad, maar de hoofdstedelijke functies worden wel vervuld door Ouidah.

## Communes
Het departement is verder onderverdeeld in acht communes:
- Abomey-Calavi
- Allada
- Kpomassè
- Ouidah
- Sô-Ava
- Toffo
- Tori-Bossito
- Zè

Alibori · Atacora · Atlantique · Borgou · Collines · Donga · Couffo · Littoral · Mono · Ouémé · Plateau · Zou